# Distelfibel (römisch)

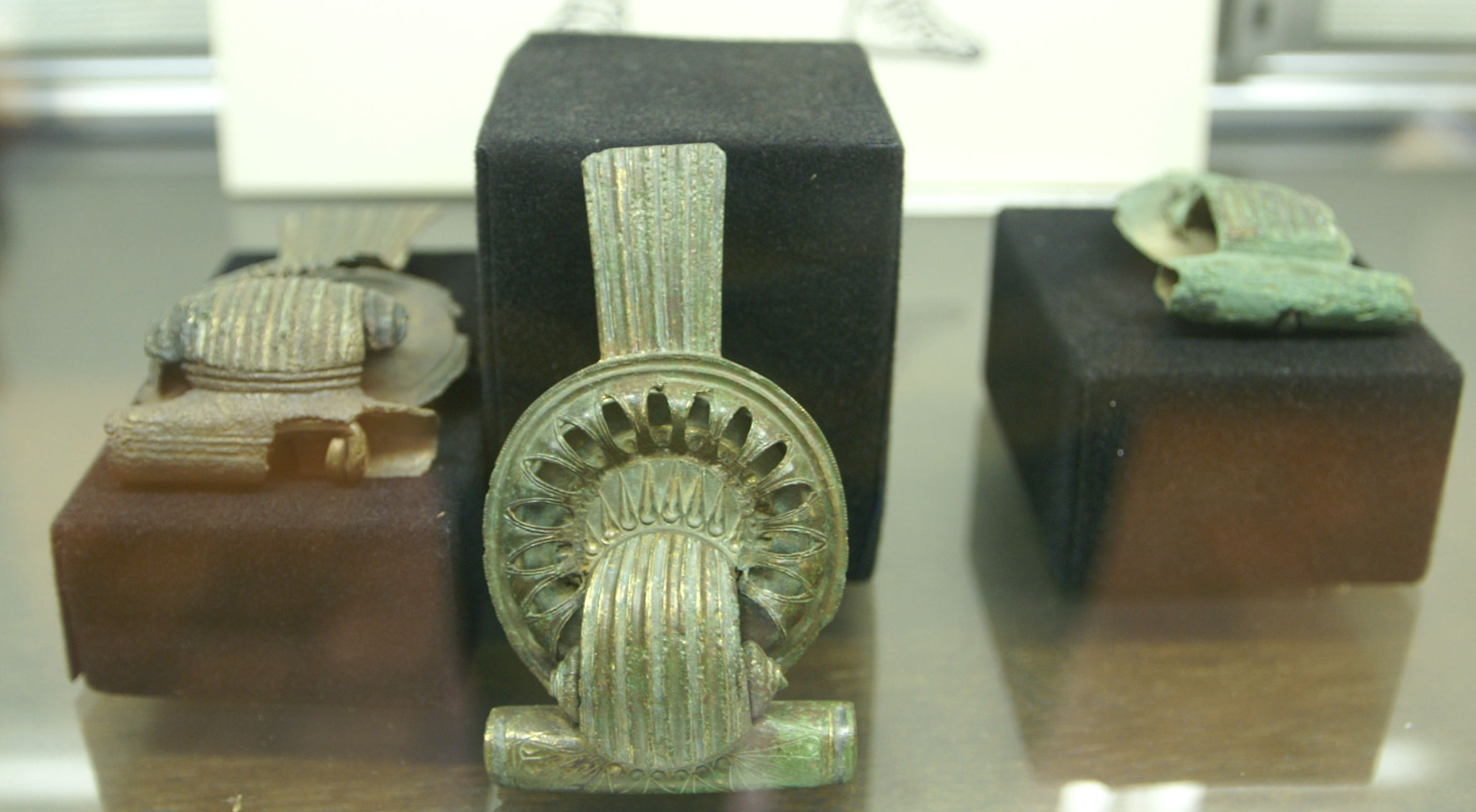
Distelfibel im Musée du Prieuré, Harfleur.

Distelfibeln sind eine frührömische Fibelform. Charakteristisch für diese Fibeln ist die runde Platte am Ansatz des Fußes, die mit ihrem gezackten durchbrochenen Dekor an eine Distelblüte erinnert. Einige Exemplare tragen an der Unterseite einen Herstellerstempel.
Seit dem 13. Jahrhundert v. Chr. bis ins Mittelalter waren die Fibeln in Europa als Gewandschließen verbreitet. Gewandschließen dieser Art gehörten zur Bekleidung einheimischer provinzialrömischer Frauen. Ihr Hauptverbreitungsgebiet reicht vom Rhein bis nach Gallien. Auch aus Britannien und Irland sind einige Exemplare bekannt. Die Trageweise ist etwa bei einer in Trier gefundenen Statue aus dem 1. Jahrhundert n. Chr. nachvollziehbar, bei der die Distelfibel das Oberkleid vor der Brust auf dem Untergewand fixiert.